# Terapia de deprivare a androgenilor

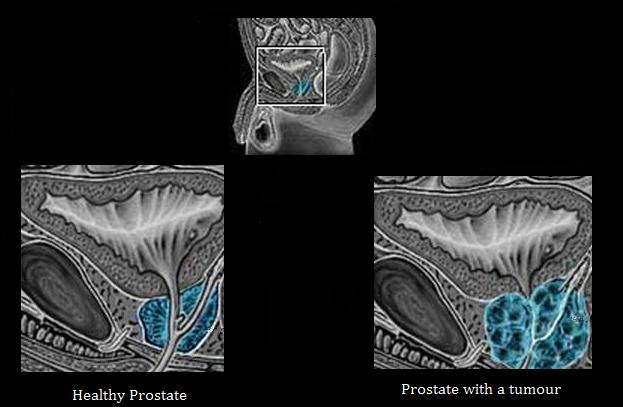
Stânga: Prostată sănătoasă. Dreapta: Prostată cu tumoare

Terapia de deprivare a androgenilor (ADT), numită și terapia de suprimare a androgenilor, este o terapie antihormonică a cărei utilizare principală este în tratarea cancerului de prostată. Celulele canceroase de prostată necesită de obicei hormoni androgeni, cum ar fi testosteronul. ADT reduce nivelul hormonilor androgeni, cu medicamente sau intervenții chirurgicale, pentru a preveni creșterea celulelor canceroase de prostată. Abordările farmaceutice includ antiandrogeni și castrare chimică. 
Mai multe studii au concluzionat că ADT a demonstrat beneficii la pacienții cu boală metastatică și ca adjuvant la radioterapie la pacienții cu boală locală avansată, precum și la cei cu boală localizată cu risc intermediar sau cu risc ridicat. Cu toate acestea, la pacienții cu cancer de prostată cu risc scăzut, ADT nu a demonstrat niciun avantaj de supraviețuire, ci doar neajunsuri semnificative, cum ar fi impotența, diabetul și pierderea osoasă.     
Terapia poate elimina, de asemenea, celulele canceroase inducând senescența indusă de suprimarea androgenilor. Scăderea nivelului de androgeni sau oprirea lor de a intra în celulele canceroase de prostată face ca cancerul de prostată să se micșoreze sau să crească mai lent pentru o perioadă de timp. Cu toate acestea, acest tratament trebuie combinat cu radioterapia (RT)  deoarece ADT în sine nu eradică cancerul; doar îi scade agresivitatea. 

## Tipuri de tratare a cancerului de prostată

### Metoda bazată pe operație
- Orhiectomie (castrare chirurgicală)

Constă în îndepărtarea testiculelor, organul în care sunt sintetizați androgenii, la bolnavii de cancer. Este cel mai radical tratament pentru încheierea producției de androgeni. În plus, este cel mai ușor și cel mai puțin scump. Principalul dezavantaj este că castrarea chirurgicală este o metodă permanentă.

### Metode bazate pe medicamente

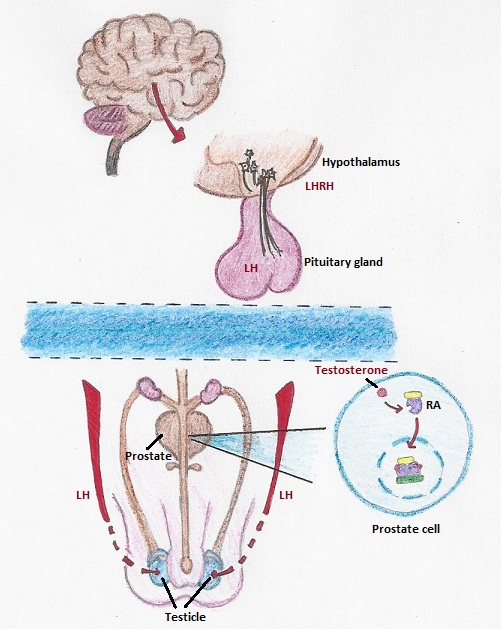
Proces de sinteză a testosteronului

Sinteza testosteronului este mediată de un lanț de procese care încep în creierul nostru. Atunci când organismul nostru detectează un nivel scăzut de testosteron, hipotalamusul începe să producă LHRH, un hormon care, odată primit de glanda hipofiză, activează sinteza LH (hormonului luteinizant). LH circulă în testicule unde induce formarea de testosteron. Există două metode de terapie privativă de androgeni bazate pe medicamente. Unul acționează pentru a preveni eliberarea de LH a glandei hipofizare, iar celălalt blochează capacitatea organismului de a folosi androgeni. 
- Castrarea chimică

Există două medicamente diferite, agoniști LHRH și antagoniști, care scad ambele cantitatea de testosteron făcută de testicule. Acționează inhibând formarea de LH în glanda hipofizară. Agoniștii LHRH produc o creștere bruscă a nivelului de testosteron urmat de o scădere uriașă, proces numit flacără, în timp ce antagoniștii LHRH scad direct cantitatea de testosteron. Agoniștii și antagoniștii LHRH utilizați în terapia de deprivare a androgenilor includ leuprorelină, goserelină, triptorelină, histrelină, buserelină și degarelix .
Aceste medicamente sunt injectate sub piele obținându-se același rezultat ca la castrarea chirurgicală. Deși este mult mai scump, bărbații tind să aleagă această opțiune, întrucât, de obicei, sunt reticenți față de îndepărtarea testiculelor.
- Terapia cu antiandrogen

Glandele suprarenale au fost descoperite ca un alt centru de producție de androgeni chiar și după un proces de castrare. Prin urmare, a fost dezvoltat un tratament complementar care folosește antiandrogeni pentru a bloca capacitatea organismului de a folosi orice androgeni. Celulele prostatei conțin un receptor de androgeni (AR), care atunci când este stimulat de androgeni precum testosteronul, promovează creșterea și menține diferențierea prostatică. Totuși, aceste semnale pro-creștere pot fi problematice atunci când apar într-o celulă canceroasă. Antiandrogenii pot intra în celule și pot preveni legarea testosteronului de proteinele receptorului, datorită afinității lor mai mari pentru receptorul androgenic.
Principalele antiandrogene sunt acetat de ciproteronă, flutamidă, nilutamidă, bicalutamidă și enzalutamidă, care sunt toate administrate sub formă de pilule orale.
Noii antiandrogeni care țintesc sinteza testosteronului (abirateron acetat și seviteronel) sau translocarea nucleară AR (enzalutamide, apalutamide și darolutamide), precum și terapii combinate (galeterone), recent au fost dezvoltate și pot funcționa la o mai bună țintire a celulelor androgene responsive în combinație cu ADT. Dar acestea pot avea și roluri negative adverse în dezvoltarea CRPC.

## Efecte asupra sexualității bărbaților
Sexualitatea normală a bărbaților pare să depindă de tipare hormonale foarte specifice și complicate care nu sunt înțelese complet. Un studiu sugerează că ADT poate modifica echilibrul hormonal necesar activității sexuale masculine. Pe măsură ce bărbații îmbătrânesc, nivelurile de testosteron scad cu aproximativ 1% pe an după 30 de ani; cu toate acestea, este important să se stabilească dacă testosteronul scăzut se datorează îmbătrânirii normale sau unei boli, cum ar fi hipogonadismul. Testosteronul joacă un rol semnificativ în funcționarea sexuală; prin urmare, scăderea naturală a nivelului de testosteron poate duce la reducerea funcționării sexuale normale. Scăderi suplimentare ale testosteronului seric pot avea un impact negativ asupra funcției sexuale normale, ducând la o scădere a calității vieții. 
Disfuncția erectilă nu este neobișnuită după prostatectomia radicală, iar bărbații care suferă de ADT în plus față de acest lucru ar putea să arate o scădere suplimentară a capacității lor de a se angaja în actul penetrant, precum și dorința lor de a face acest lucru.  Un studiu care examinează diferențele de utilizare a GnRH-A (androgen suppressant) sau o orhiectomie raportează diferențele de interes sexual, experiența erecțiilor și prevalența participării la activități sexuale. Bărbații care nu au prezentat interes sexual au crescut de la 27,6% la 63,6% după orchiectomie și de la 31,7% la 58,0% după GnRH-A; bărbații care nu au avut erecții au crescut de la 35,0% la 78,6%; iar bărbații care nu au raportat o activitate sexuală au crescut de la 47,9% la 82,8% după orhiectomie și 45,0% la 80,2%.  Acest studiu sugerează că GnRH-A și orhiectomia au avut efecte similare asupra funcționării sexuale. Un cerc vicios prin care scăderea nivelului de testosteron duce la scăderea activității sexuale, ceea ce la rândul său determină scăderea și mai mare a nivelului de testosteron liber și total. Acest lucru demonstrează importanța androgenilor pentru menținerea structurilor și funcțiilor sexuale . 

## Efecte adverse
Deși vizarea axei androgenice are beneficii terapeutice clare, eficacitatea sa este temporară, deoarece celulele tumorale ale prostatei se adaptează pentru a supraviețui și a crește. S-a demonstrat că îndepărtarea de androgeni activează tranziția epitelială - mezenchimală (EMT), transdiferențiere neuroendocrină (NEtD) și programe genice de tipul celulelor stem de cancer. 
- EMT a stabilit roluri în promovarea fenotipurilor biologice asociate cu progresia tumorii (migrație / invazie, supraviețuirea celulelor tumorale, proprietăți asemănătoare cu celulele stem cancer, rezistență la radiații și chimioterapie) în mai multe tipuri de cancer uman.
- NEtD în cancerul de prostată este asociat cu rezistența la terapie, metastaza viscerală și boli agresive.
- Fenotipurile celulelor stem de cancer sunt asociate cu recurența bolii, metastaze și supraviețuirea celulelor în circulație ca celule tumorale circulante.

Astfel, activarea acestor programe prin inhibarea axei androgenului oferă un mecanism prin care celulele tumorale se pot adapta pentru a promova reapariția și progresia bolii. 
Orhiectomia, analogii LHRH și antagoniștii LHRH pot provoca reacții adverse similare, datorită modificărilor nivelurilor hormonilor sexuali (testosteron). 
Un program a fost dezvoltat pentru ca pacienții și partenerii lor să recunoască și să gestioneze efectele secundare mai împovărătoare ale terapiei de deprivare a androgenilor. Un singur program este construit în jurul lucrării din 2014 „Terapia de deprivare a androgenilor: un ghid esențial pentru pacienții cu cancer de prostată și cei dragi lor”, care este avizat de Asociația Urologică canadiană. 
Studii recente au arătat că ADT poate crește riscul de boală Alzheimer sau demență. Creșterea riscului poate fi asociată cu durata ADT. 